# Flujo en tubería
Uno de los aspectos de la dinámica de fluidos es el comportamiento de los flujos de fluidos, es decir, el movimiento de estos últimos.

## La ecuación de continuidad de flujo
La conservación de la masa de fluido a través de dos secciones (sean éstas A1 y A2) de un conducto (tubería) o tubo de corriente establece que la masa que entra es igual a la masa que sale.
Definición de tubo de corriente: superficie formada por las líneas de corriente. Corolario: solo hay flujo de corriente si V es diferente de 0.
La ecuación de continuidad se puede expresar como:
{\displaystyle \rho _{1}.A_{1}.V_{1}=\rho _{2}.A_{2}.V_{2}}
Cuando {\displaystyle \rho _{1}=\rho _{2}}, que es el caso general tratándose de agua y flujo en régimen permanente, se tiene que:
{\displaystyle \ A_{1}.V_{1}=A_{2}.V_{2}}
o de otra forma:
{\displaystyle \ Q_{1}=Q_{2}} (el caudal que entra es igual al que sale)
donde:
- Q = caudal ({\displaystyle m^{3}/s})
- V = velocidad {\displaystyle (m/s)}
- A = área transversal del tubo de corriente o conducto {\displaystyle (m^{2})}

La ecuación anterior se cumple cuando entre dos secciones de la conducción no se acumula masa, es decir, siempre que el fluido sea incompresible y por lo tanto su densidad sea constante. Esta condición la satisfacen todos los líquidos y, particularmente, el agua.
En general, la geometría del conducto es conocida, por lo que el problema se reduce a estimar la velocidad media del fluido en una sección dada.

## El Principio de Bernoulli
A estos efectos es de aplicación el Principio de Bernoulli, que no es sino la formulación, a lo largo de una línea de flujo, de la Ley de conservación de la energía. Para un fluido ideal, sin rozamiento, se expresa
{\displaystyle h+{\frac {v^{2}}{2g}}+{\frac {P}{\rho g}}=constante}, donde:
- g = aceleración de la gravedad
- {\displaystyle \rho } = densidad del fluido
- P = presión

Se aprecia que los tres sumandos son, dimensionalmente, una longitud (o altura), por lo que el Principio normalmente se expresa enunciando que, a lo largo de una línea de corriente la suma de la altura geométrica, la altura de velocidad y la altura de presión se mantiene constante.
Cuando el fluido es real, para circular entre dos secciones de la conducción deberá vencer las resistencias debidas al rozamiento con las paredes interiores de la tubería, así como las que puedan producirse al atravesar zonas especiales como válvulas, ensanchamientos, codos, etc. Para vencer estas resistencias, el fluido deberá emplear o perder una cierta cantidad de energía o, con la terminología derivada del Principio de Bernoulli de altura, que ahora se puede formular, entre las secciones 1 y 2:
{\displaystyle h_{1}+{\frac {v_{1}^{2}}{2g}}+{\frac {P_{1}}{\rho g}}=h_{2}+{\frac {v_{2}^{2}}{2g}}+{\frac {P_{2}}{\rho g}}+perdidas(1,2)},
o lo que es igual
{\displaystyle (h_{1}-h_{2})+{\frac {(v_{1}^{2}-v_{2}^{2})}{2g}}+{\frac {(P_{1}-P_{2})}{\rho g}}=perdidas(1,2)},

Donde pérdidas (1,2) representa el sumando de las pérdidas continuas (por rozamiento contra las paredes) y las localizadas (al atravesar secciones especiales).

## Pérdidas continuas
Las pérdidas por rozamientos son función de la rugosidad del conducto, de la viscosidad del fluido, del régimen de funcionamiento (flujo laminar o flujo turbulento) y del caudal circulante; es decir, de la velocidad (a más velocidad, más pérdidas).
Si es L la distancia entre los puntos 1 y 2 (medidos a lo largo de la conducción), entonces el coeficiente (pérdidas (1,2)) / L representa la pérdida de altura por unidad de longitud de la conducción y se le llama pendiente de la línea de energía. Denominémosla J.
Cuando el flujo es turbulento (número de Reynolds > 4.000 flujo turbulento; 2000 < Re < 4000 flujo de transición; Re < 2000 flujo laminar), lo que ocurre en la práctica totalidad de los casos, existen varias fórmulas, tanto teóricas (Ecuación de Darcy-Weisbach), como experimentales (ecuación de Hazen-Williams, ecuación de Manning, etc), que relacionan la pendiente de la línea de energía con la velocidad de circulación del fluido. Quizás la más sencilla y más utilizada sea la fórmula de Manning:
{\displaystyle V=K.R_{h}^{2/3}.J^{0,5}}
- V = velocidad del agua (m/s)
- K = coeficiente de rugosidad, depende del material de la tubería y del estado de esta. Existen varias expresiones para este coeficiente obtenidas de forma experimental por varios investigadores como: Manning; Bazin; Kutter; Strickler, entre otros.
- Rh = radio hidráulico de la sección = área mojada / perímetro mojado (un cuarto del diámetro para conductos circulares de sección llena) (m)
- J = gradiente de energía (m/m)

## Pérdidas localizadas
En el caso de que entre las dos secciones de aplicación del Principio de Bernoulli existan puntos en los que la línea de energía sufra pérdidas localizadas (salidas de depósito, codos, cambios bruscos de diámetro, válvulas, etc), las correspondientes pérdidas de altura se suman a las correspondientes por rozamiento. En general, todas las pérdidas localizadas son solamente función de la velocidad, viniendo ajustadas mediante expresiones experimentales del tipo:

{\displaystyle pl=K\cdot {\frac {v^{2}}{2g}}}
donde pl es la pérdida localizada.
Los coeficientes K se encuentran tabulados en la literatura técnica especializada, o deben ser proporcionados por los fabricantes de piezas para conducciones.

## Proceso de cálculo
En el diseño y cálculo práctico de conducciones de agua, se parte de que la geometría de la conducción, es decir, las alturas geométricas h, son conocidas. Se hace coincidir la primera sección de cálculo con un punto en que las condiciones de velocidad y presión son también conocidas, por ejemplo, la lámina de un depósito (presión nula sobre la presión atmosférica y velocidad nula).
Conocida la presión o la velocidad en cualquier otro punto de la conducción (por ejemplo en un punto de toma, presión nula), aplicando los conceptos expuestos se puede determinar la velocidad y consecuentemente el caudal.
Por supuesto, el proceso es iterativo. Inicialmente se supone que el conjunto de pérdidas localizadas (sumatorio de coeficientes K) es nulo, con lo que se determina una velocidad inicial de circulación V0. A partir de esta velocidad se introducen las pérdidas localizadas, obteniendo V1, y así sucesivamente hasta que (Vi - Vj) de las dos últimas iteraciones sea tan pequeño como se desee. Normalmente se obtiene convergencia suficiente con un par de iteraciones.

## Ejemplo de aplicación práctica
Sea el sistema hidráulico de la figura compuesto por los siguientes elementos:
- Depósito de cabecera (1), cuya lámina de agua se supone constante, y a cota +1,00.
- Depósito de cola (3), mismas condiciones, cota +0,00.
- Conducción de unión, PVC, diámetro 26, longitud entre los depósitos 2.000 m.
- Punto bajo en esta conducción, situado a 1500 m del depósito de cabecera, a cota 0,00. Existe una toma con válvula por donde se puede derivar caudal.

En estas condiciones, despreciando las pérdidas localizadas, y admitiendo que para el PVC el factor (1/n) en la fórmula de Manning vale 100, determinar:
- Caso 1: Con la válvula de toma en el punto bajo cerrada, el caudal que fluye del depósito de cabecera al de cola.
- Caso 2: El máximo valor del caudal que puede evacuarse por el punto bajo (2) con la condición de que del depósito (3) no entre ni salga agua. En esta hipótesis, ¿cuál es el valor de la presión en (2)?
- Caso 3: El máximo caudal que puede evacuarse por la toma (2).

### Primer caso
En la superficie de los depósitos P1=P3=0 (atmosférica). En esos puntos V1=V3=0 (se supone lámina de agua constante).
Entonces, la aplicación del Principio de Bernoulli al tramo 1-3 expresa:
(h1-h3) = pérdidas(1,3) = 50 m
La pérdida por rozamiento J, resultará: J = 50 /2000 = 0,025
Aplicando Manning al conducto hallamos V y luego Q :

{\displaystyle V=100\ \left({\frac {0,3}{4}}\right)^{2/3}\ 0,025^{0,5}=2,812}
{\displaystyle Q=VA=2,812\ {\frac {(0,3)^{2}3,14}{4}}=0,199\ m^{3}/s=199\ l/s}

### Segundo caso
La condición de que no haya flujo entre los puntos 2 y 3 implica que la energía total en ambos es la misma.
Puesto que la energía total en (3) es 50 m, este será también el valor en (2)
La aplicación de Bernoulli al tramo 1-2 nos da:
{\displaystyle (70-0)+{\frac {0^{2}-V_{2}^{2}}{2g}}+(0-P_{2})={\text{P}}{\acute {e}}{\text{rdidas}}(1,2);\ 70-0=0+{\frac {V_{2}^{2}}{2g}}+P_{2}}
1)
{\displaystyle {\frac {V_{2}^{2}}{2g}}+P_{2}+{\text{P}}{\acute {e}}{\text{rdidas}}(1,2)=70;}
Por otra parte, en el tramo 2-3 como no hay perdidas ya que no hay transferencia de agua, quedaría:
{\displaystyle 0+{\frac {V_{2}^{2}}{2g}}+P_{2}=20+0+0;\ {\frac {V_{2}^{2}}{2g}}+P_{2}=20}
sustituyendo en 1)
{\displaystyle 20+{\text{P}}{\acute {e}}{\text{rdidas}}(1,2)=70;{\text{P}}{\acute {e}}{\text{rdidas}}(1,2)=70-20=50}
De donde deducimos que las pérdidas en el tramo son de 50 m
La pérdida por rozamiento J, valdrá: 
{\displaystyle J={\frac {50}{1500}}=0,03333}
Aplicando Manning al conducto :
{\displaystyle V={\frac {1}{n}}\cdot R_{h}^{0,66}\cdot J^{0,5}=100\cdot 0,075^{0,666}\cdot 0,1825=3,246\ {\text{m/s}}}
, luego
{\displaystyle Q=V*A=3,246*0,3^{2}*{\frac {3,14}{4}}=0,229\ {\text{m}}^{3}{\text{/s}}=229\ {\text{l/s}}}

Y la presión será:
{\displaystyle P=20-{\frac {3,246^{2}}{2\cdot 9,8}}\approx 19,8\ {\text{mca}}=1,91\ {\text{atm}}}

### Tercer caso
Ahora podrá existir flujo hacia (2), tanto desde (1) como desde (3). El caudal total será la suma del que se obtiene por cada rama. 
La energía total en (2) en este caso será, puesto que P1 = P2 = P3 = 0, y h2=0, igual exclusivamente a la altura de velocidad. La despreciamos en una primera iteración.
Por el ramal 1-2; Pérdidas = 70 m, J = 70 /1500 = 0,04667, y  V = 3,8419 m/s 
Por el ramal 3-2; Pérdidas = 20 m, J = 20 / 500 = 0,04 , y  V = 3,5569 m/s 
La suma de caudales será Q = (3,8419 + 3,5569) * 0,3^2 * 3,14/4 = 0,5230 m³/s = 523 l/s.
Puesto que la velocidad del agua en la salida no es nula, sino (3,8419 + 3,5569) = 7,3988,
la altura de velocidad en (2) para una segunda iteración valdría 7,3988^2 /2 . 9,81 = 2,7930 m, 
Repetiríamos el cálculo (70 - 2,7930) = 67,2071 m en el ramal 1-2,  
y  (20 - 2,7930) = 17,2071 m en el ramal 3-2, 
obteniéndose un caudal total ligeramente inferior al obtenido en la primera iteración: 499 l/s
A partir de la tercera iteración, el caudal calculado se estabiliza en  Q = 501 l/s